# Лухан
Луха́н (ісп. Luján) — місто в аргентинській провінції Буенос-Айрес, адміністративний центр однойменного округу.

## Історія
За однією з легенд, назва міста походить від прізвища іспанського колонізатора капітана Педро де Лухана, який загинув у цій місцевості 1536 року. Перше поселення тут з'явилося 1605 року.

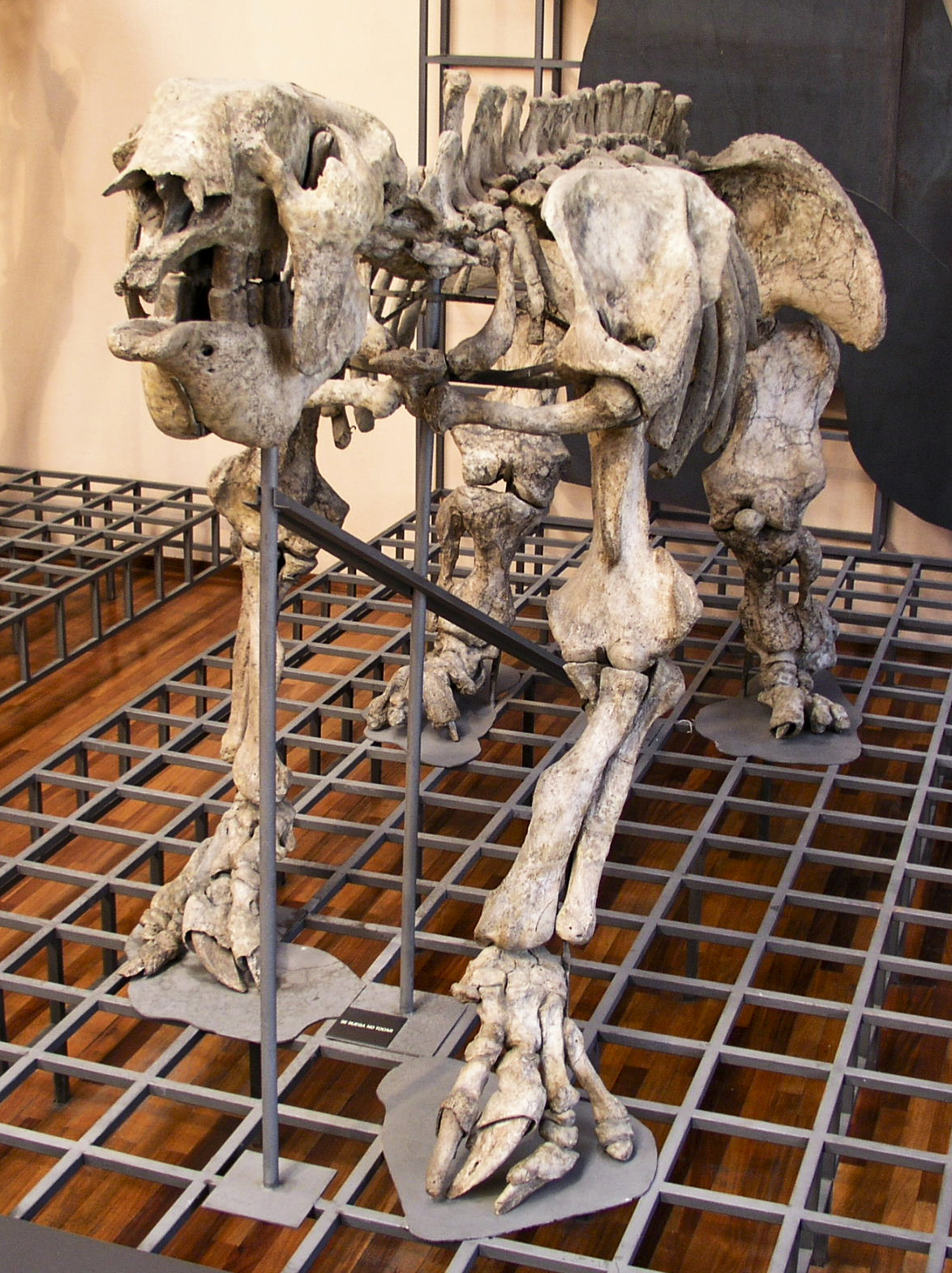
Скелет мегатерія, знайдений у Лухані 1787 року

1630 року через цю місцевість везли дві статуї Діви Марії, які призначалися для церкви у провінції Сантьяго-дель-Естеро. Несподівано воли стали і не рухалися з місця, поки з воза не зняли одну зі скульптур. Це було розцінено як диво і знак, що Діва Марія хоче залишитися у цьому місці. Про цю подію дізналися віряни у Буенос-Айресі і до місця, де сталося диво, почали прибувати паломники. Власник маєтку поблизу збудував для них прихисток. Після його смерті долею християнської реліквії не цікавилися ні світська ні церковна влада, тому 1671 року статую Діви Марії викупила землевласниця Ана де Матос і перевезла її до каплиці у своєму маєтку на берегах річки Лухан.
1682 року Ана де Матос пожертвувала церкві Діви Марії Луханської землю навколо каплиці. 1685 року там було збудовано храм.
1730 року засновано парафію Лухан, а 1731 року було розпочато спорудження парафіяльної церкви, навколо якого виникає присілок.
17 жовтня 1755 року було офіційно засновано поселення під назвою Вілья-де-Нуестра-Сеньйора-де-Лухан (ісп. Villa de Nuestra Señora de Luján — місто Богородиці Луханської). 1756 року починає працювати місцева влада. 1763 року місцева влада називає Діву Марію Луханську покровителькою поселення.
1787 року домініканський священник Мануель Торрес знайшов на березі річки Лухан скелет мегатерія, який нині знаходиться у Національному музеї природничих наук у Мадриді. Цей скелет став першим скелетом викопної тварини, який було зібрано на каркасі і продемонстровано публіці.

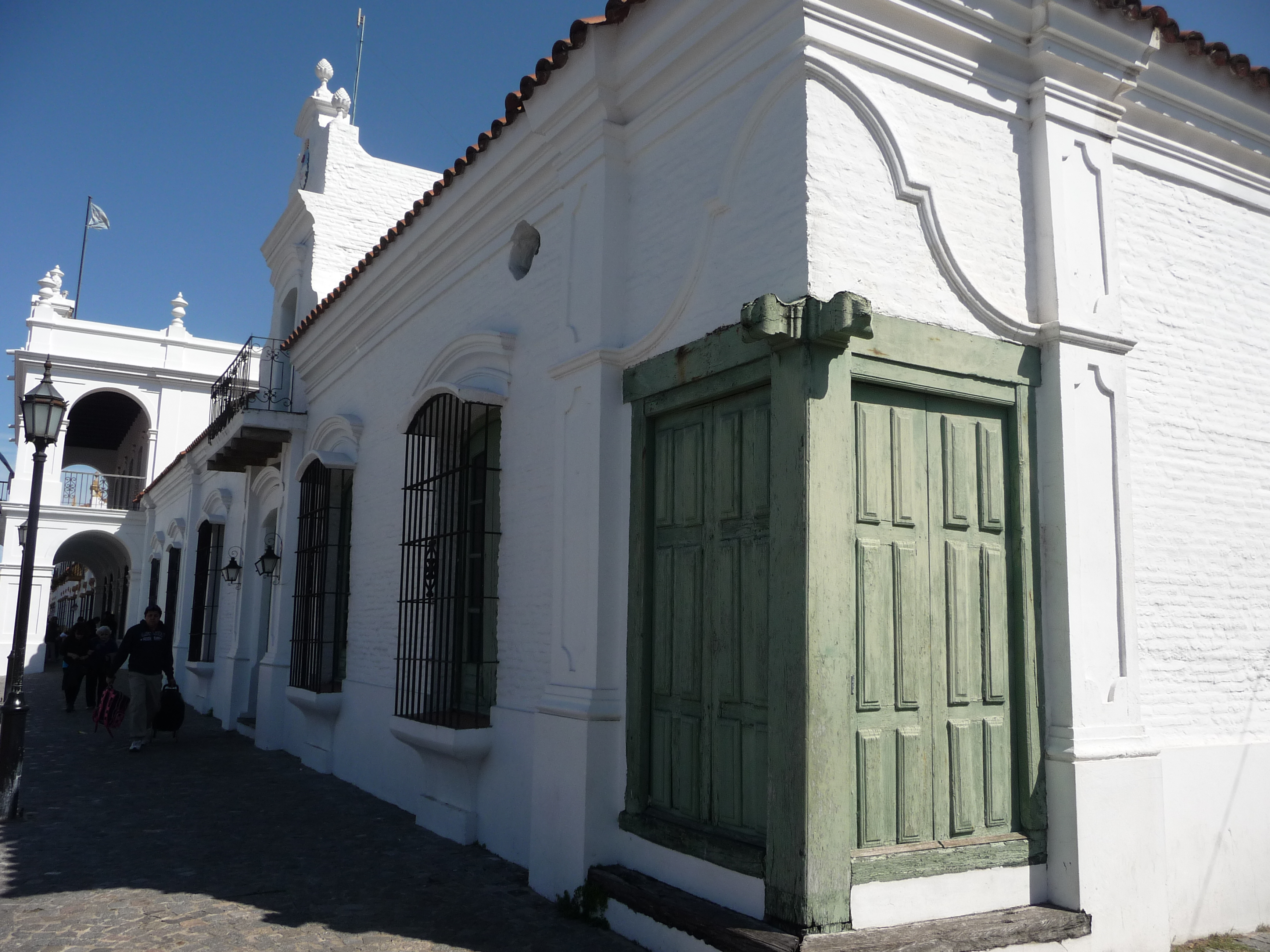
Будинок віце-короля Собремонте у Лухані

1806 року віце-король Рафаель де Собремонте помістив у Лухані скарбницю віце-королівства Ріо-де-ла-Плата, але вона була захоплена під час англійського вторгнення і вивезена до Лондона.
Після Травневої революції 1810 року міська рада Лухана визнає владу Першої хунти. У вересні до Лухана прибуває Мануель Бельграно, щоб відвідати церкву Діви Марії Луханської. Він також називає її покровителькою свого війська. 1816 року Лухан як паломник відвідав Хосе де Сан-Мартін.
1833 року Лухан відвідує англійський натураліст Чарльз Дарвін під час своєї навколосвітньої подорожі.
1854 року починає функціонувати муніципалітет Лухана.
1864 року до Лухана добудовують гілку залізниці, яка з'єднує його з містом Мерседес.
5 червня 1888 року Лухан постраждав від сильного землетрусу. Того ж року у місті починає працювати кінний трамвай, який проіснував до 1928 року.

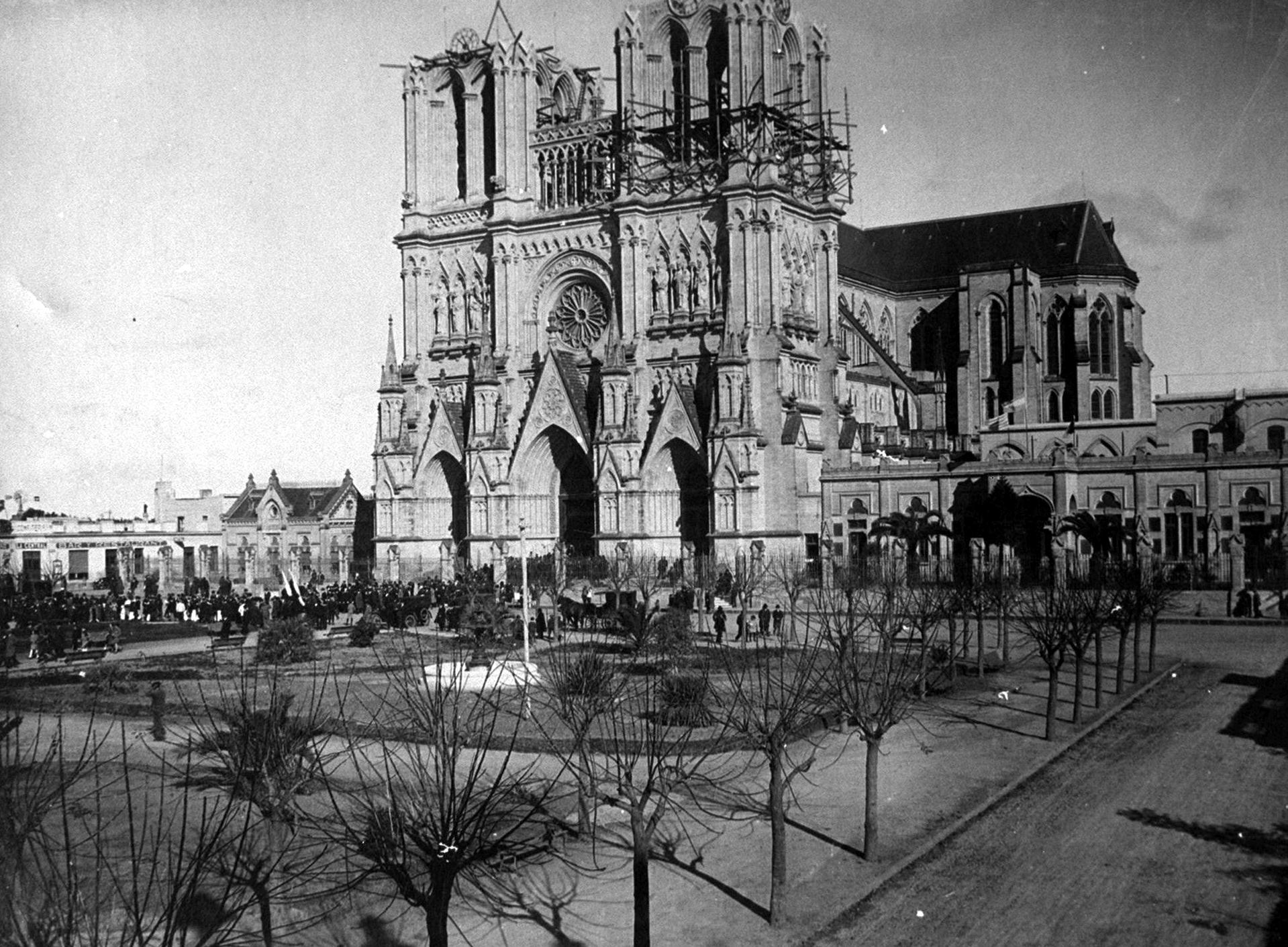
Будівництво базиліки (1925)

1893 року Лухан отримує статус міста.
1910 року було збудовано ратушу і відкрито величну неоготичну базиліку, присвячену Діві Марії Луханській.
1923 року було відкрито історичний музей міста.
1930 року папа римський Пій XI оголошує Діву Марію Луханську святою покровителькою Аргентини, Уругваю і Парагваю.
1939 року було затверджено герб Лухана.

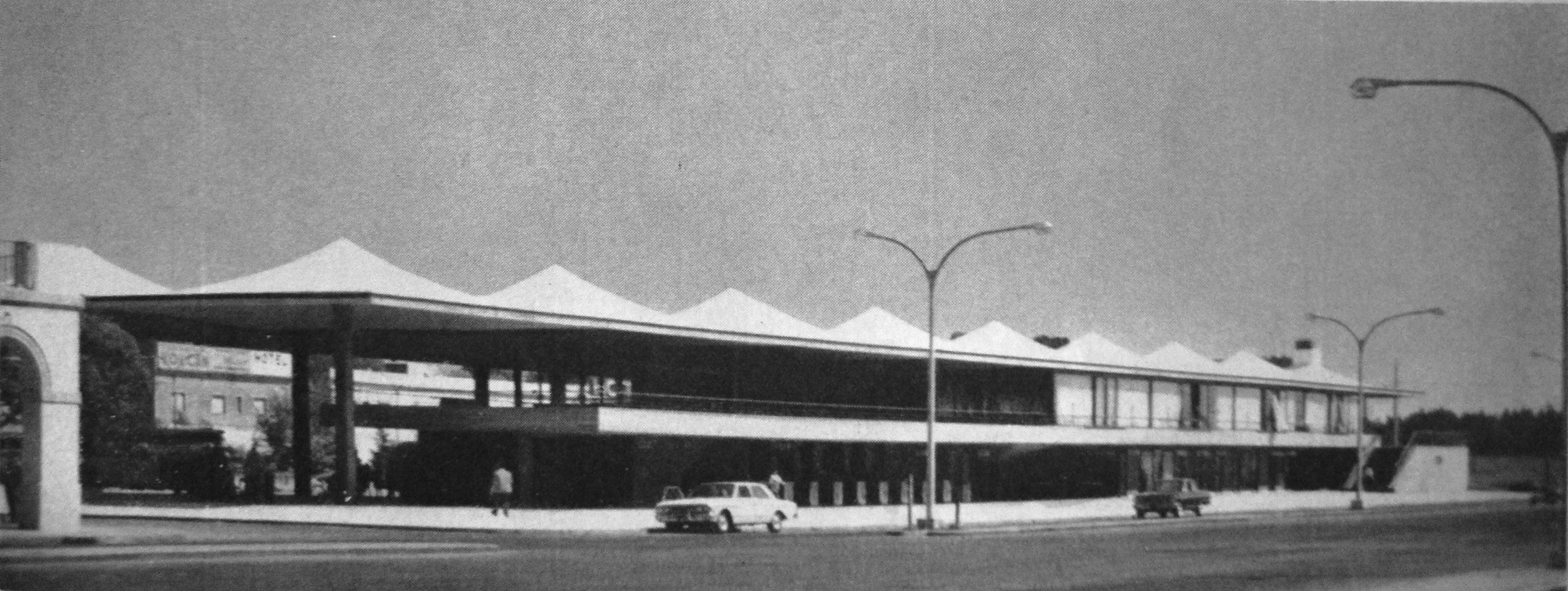
Автовокзал Лухана (1966)

1966 року у місті було відкрито великий автовокзал.
1972 року було засновано Національний університет Лухана. 1979 року у часи диктатури університет було закрито і знову відкрито вже після повернення демократії 1984 року. На 2010 рік у цьому виші навчалося 16 тисяч студентів. Основними напрямками спеціалізації університету є біологія та екологія.
1998 року було добудовано автошлях, який напряму з'єднав Лухан з Буенос-Айресом.
2010 року Лухан став одним з центрів святкування 200-річчя незалежності Аргентини. У місті відбулася святкова меса за участю президента Аргентини.

## Клімат

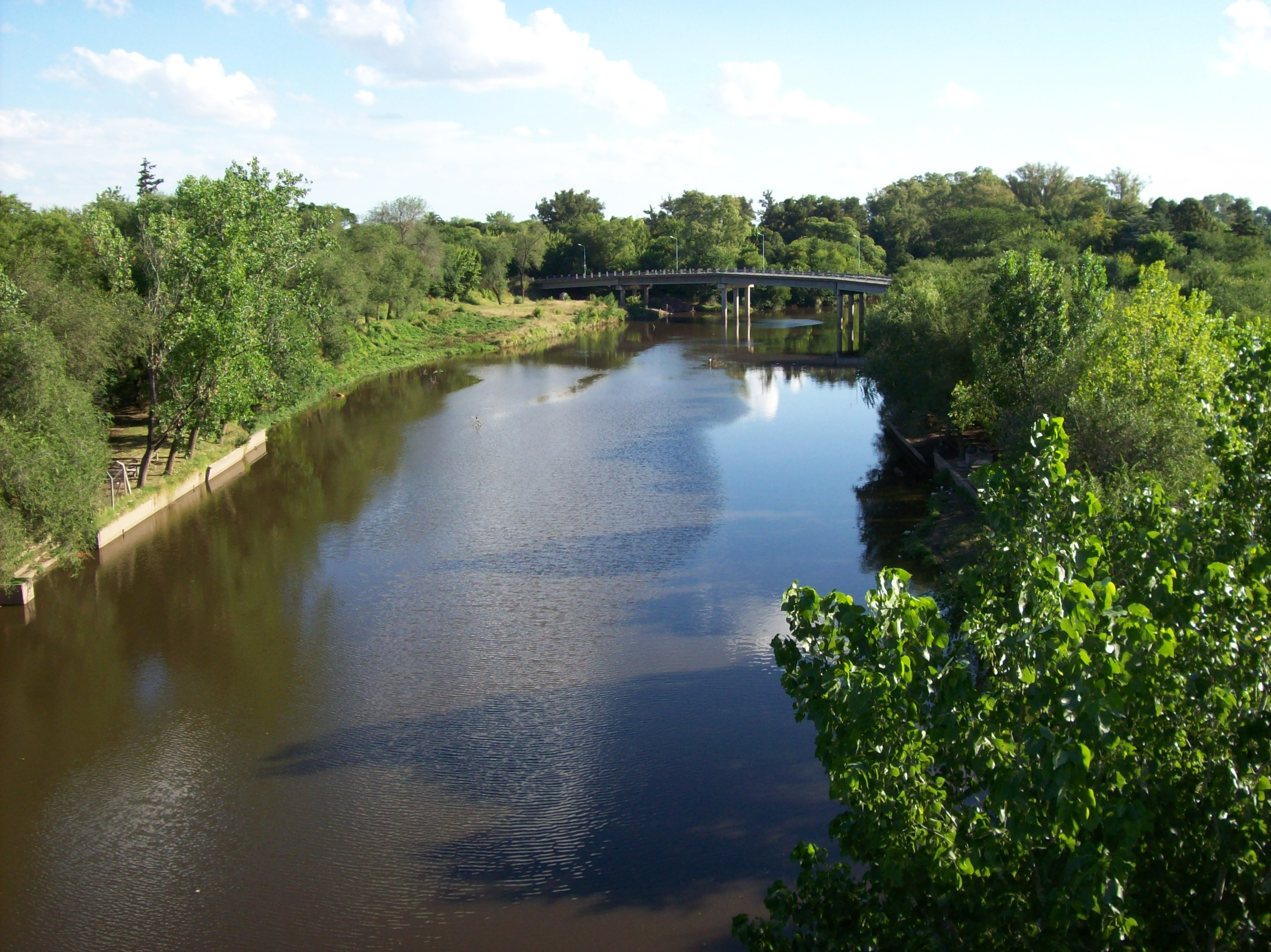
Річка Лухан

Місто Лухан знаходиться у зоні вологого субтропічного клімату (Cfa за класифікацією Кеппена). У середньому у місті за рік випадає 1042 мм опадів, більша частина яких припадає на літо. Літа теплі з середніми температурами між 20 °C і 25 °C, середній максимум 30 °C. Зими м'які з середньою температурою 10 °C, середній мінімум 5 °C.
Восени місто часто потерпає від повеней на річці Лухан, на берегах якої знаходиться.
| Клімат Лухана             | Клімат Лухана | Клімат Лухана | Клімат Лухана | Клімат Лухана | Клімат Лухана | Клімат Лухана | Клімат Лухана | Клімат Лухана | Клімат Лухана | Клімат Лухана | Клімат Лухана | Клімат Лухана | Клімат Лухана |
| Показник                  | Січ.          | Лют.          | Бер.          | Квіт.         | Трав.         | Черв.         | Лип.          | Серп.         | Вер.          | Жовт.         | Лист.         | Груд.         |               |
| Середній максимум, °C     | 31,6          | 29,8          | 27,6          | 22,2          | 19,1          | 15,1          | 15,3          | 17,7          | 19,4          | 22,3          | 26,6          | 29,2          |               |
| Середня температура, °C   | 23,8          | 22,5          | 20,7          | 15,7          | 13            | 10,2          | 10            | 11,6          | 13,2          | 15,9          | 19,6          | 21,7          |               |
| Середній мінімум, °C      | 16,1          | 15,3          | 13,9          | 9,3           | 6,9           | 5,3           | 4,7           | 5,5           | 7             | 9,5           | 12,6          | 14,2          |               |
| Норма опадів, мм          | 127           | 94            | 108           | 96            | 88            | 82            | 55            | 57            | 65            | 97            | 96            | 77            |               |
| ------------------------- | ------------- | ------------- | ------------- | ------------- | ------------- | ------------- | ------------- | ------------- | ------------- | ------------- | ------------- | ------------- | ------------- |
| Джерело: climate-data.org |               |               |               |               |               |               |               |               |               |               |               |               |               |

## Економіка
Лухан впродовж довгого часу був важливим центром скотарства і виробництва льону. Нині у місті знаходиться низка підприємств харчової промисловості.
Важливу роль в економіці Лухана відіграє туризм, передусім релігійний.

## Культура і релігія

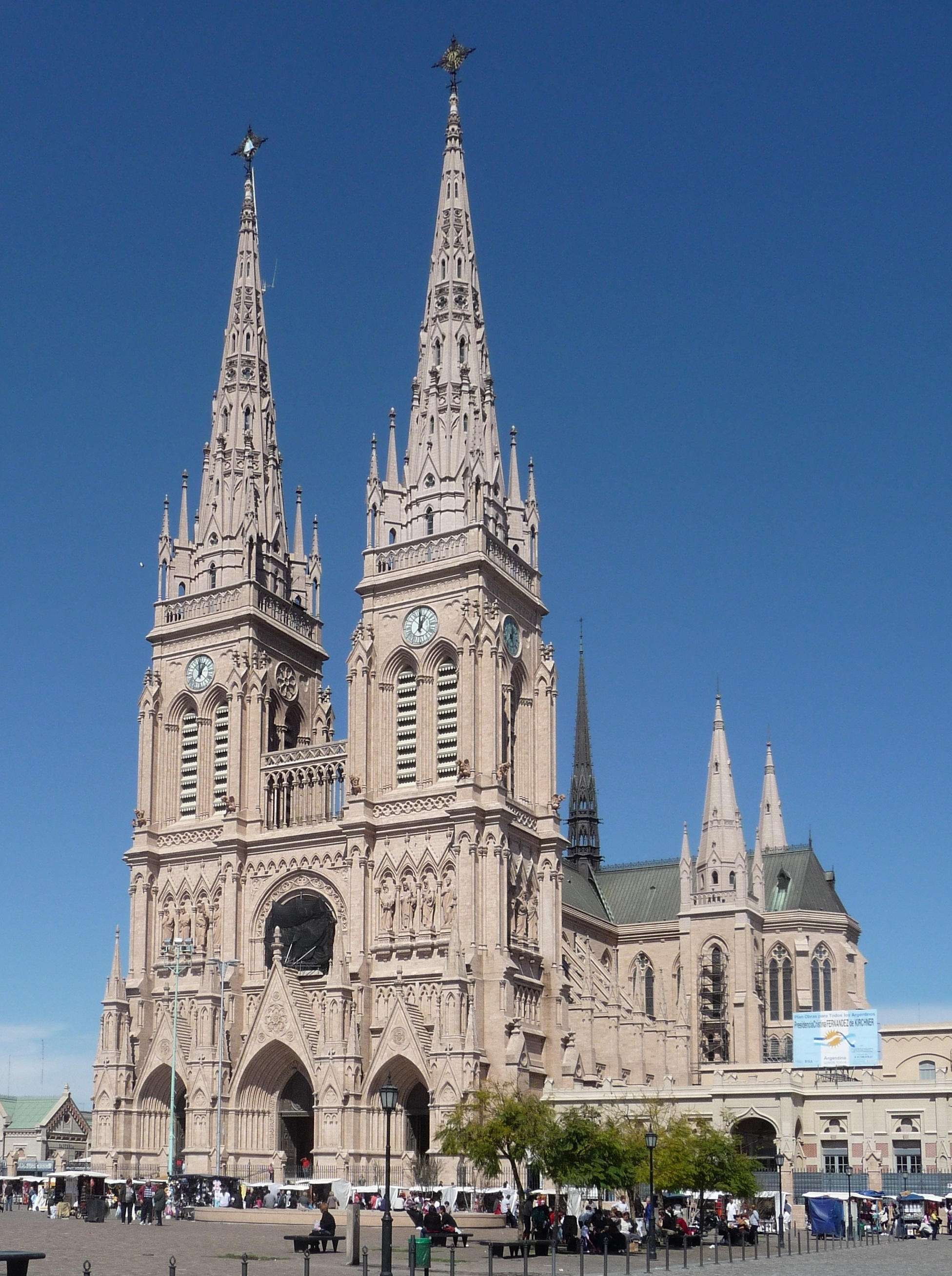
Базиліка у Лухані
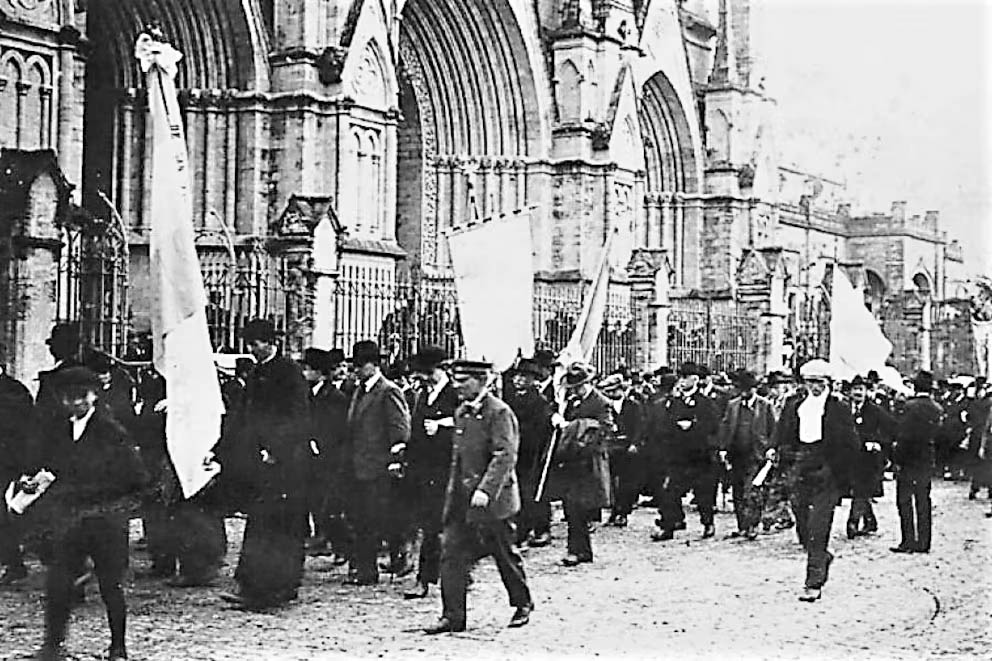
Паломництво до Лухана (1893)
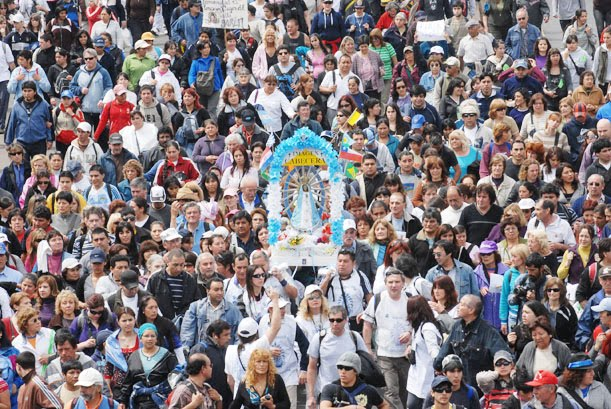
Паломництво до Лухана (2008)
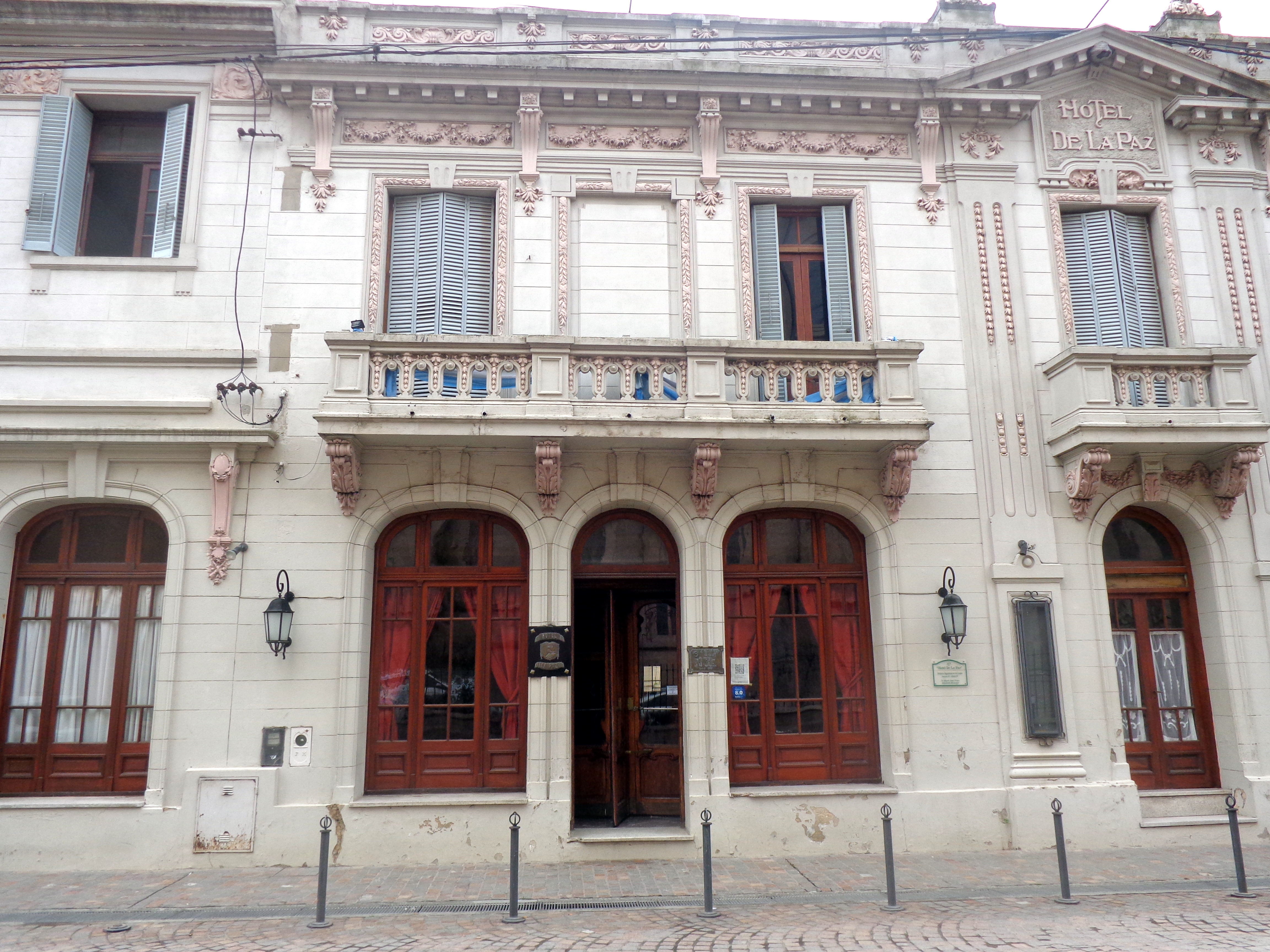
Готель для паломників

Лухан є важливим центром релігійного життя Аргентини і місцем регулярних паломництв католиків.
Перше масове паломництво до Лухана відбулося 29 жовтня 1893 року. У ньому взяли участь 400 осіб. Через три роки число паломників зросло до 3 тисяч. Щороку 8 травня, у день свята на честь Діви Марії Луханської у місті збирається велика кількість вірян, а також відбуваються масові заходи. 8 грудня у день Непорочного зачаття Діви Марії у місті також влаштовуються масові святкування. З 1945 року щовересня до Лухана їдуть кінні прочани з різних міст Аргентини та сусідніх країн. З 1975 року щожовтня відбуваються масові молодіжні піші прощі до Лухана. 2013 року число учасників цього паломництва досягло 2 мільйонів.
У цих прощах серед інших беруть участь організації української діаспори в Аргентині. Українська греко-католицька громада започаткувала регулярну прощу до базиліки Божої матері Луханської з 1944 р. Проща українців відбувається і зараз (на жаль, вже не така багатолюдна) кожний тиждень перед вербною неділею. В квітні 2018 р. в щорічній прощі до Луханської базиліки взяв участь посол України в Аргентині Юрій Дюдін.

## Галерея

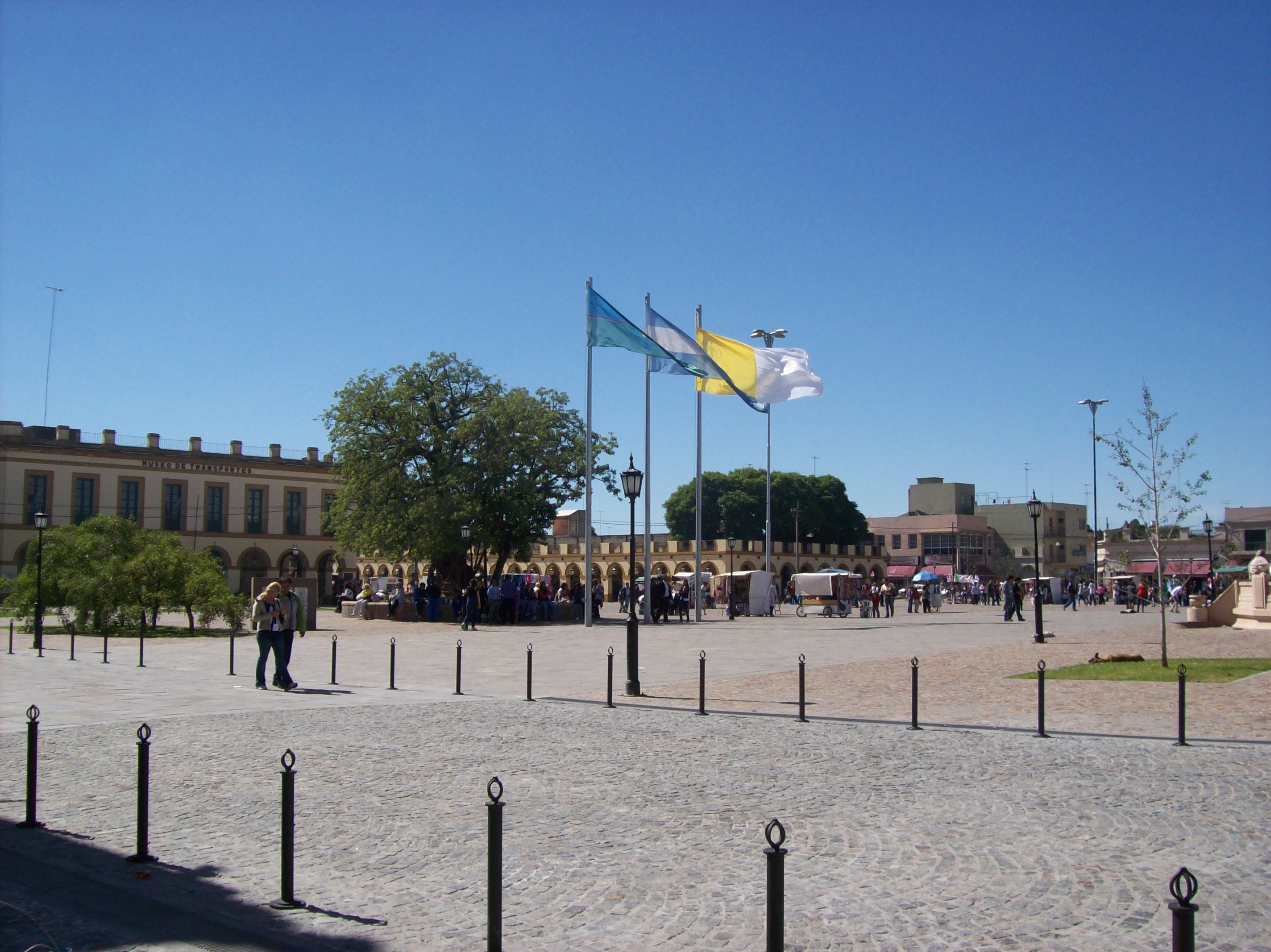
Площі Бельграно
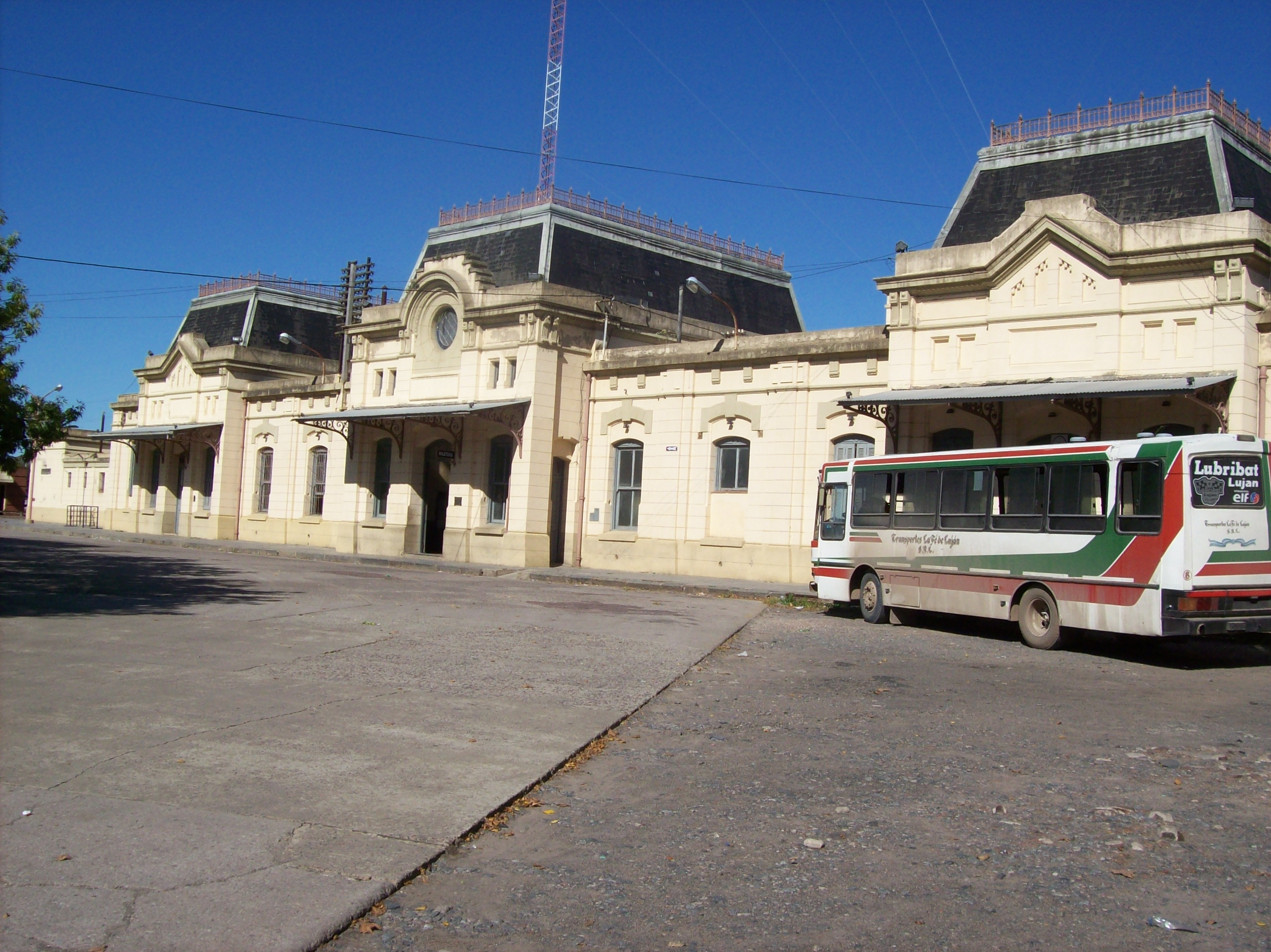
Залізничний вокзал
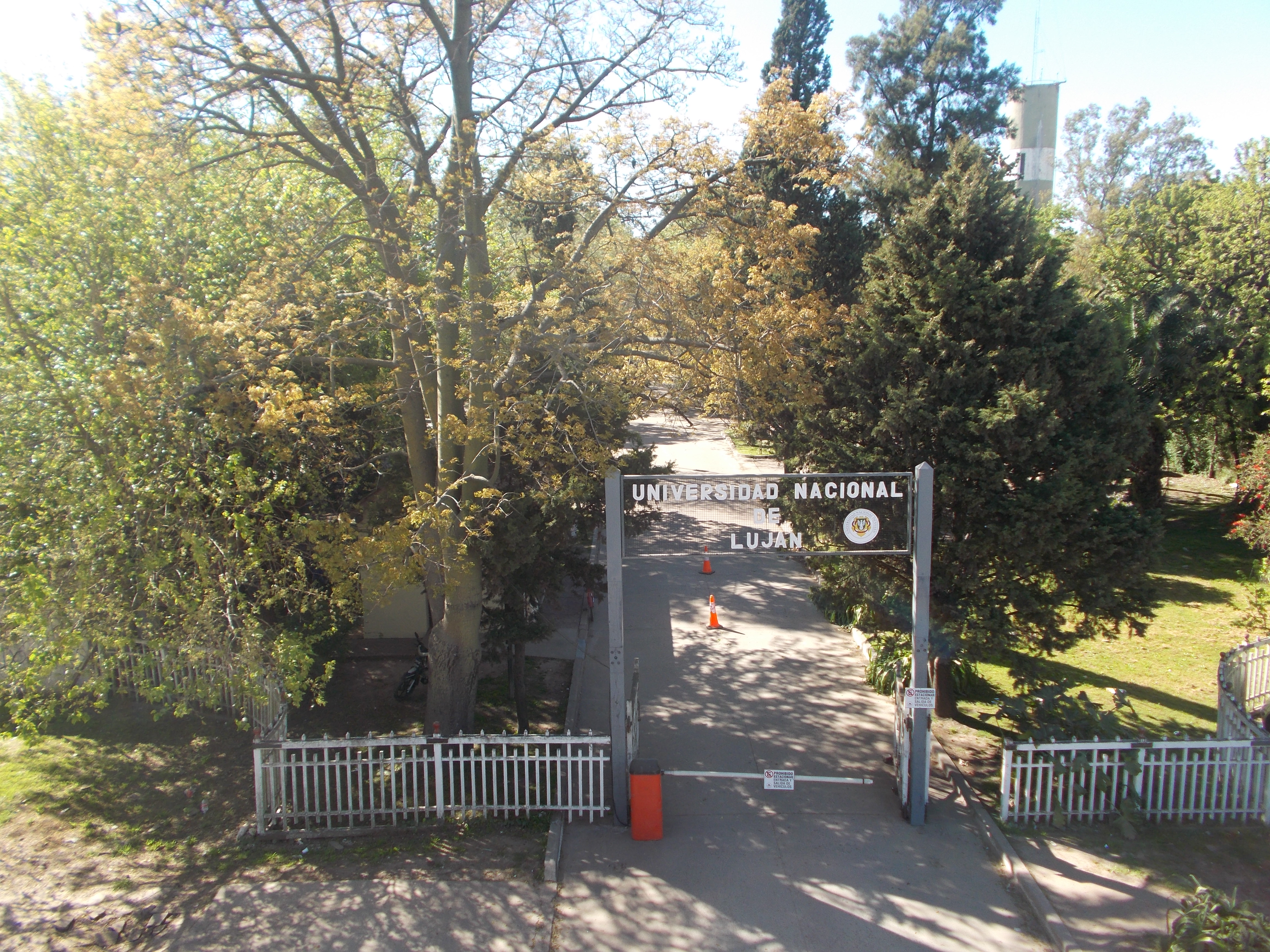
В'їзд до університету
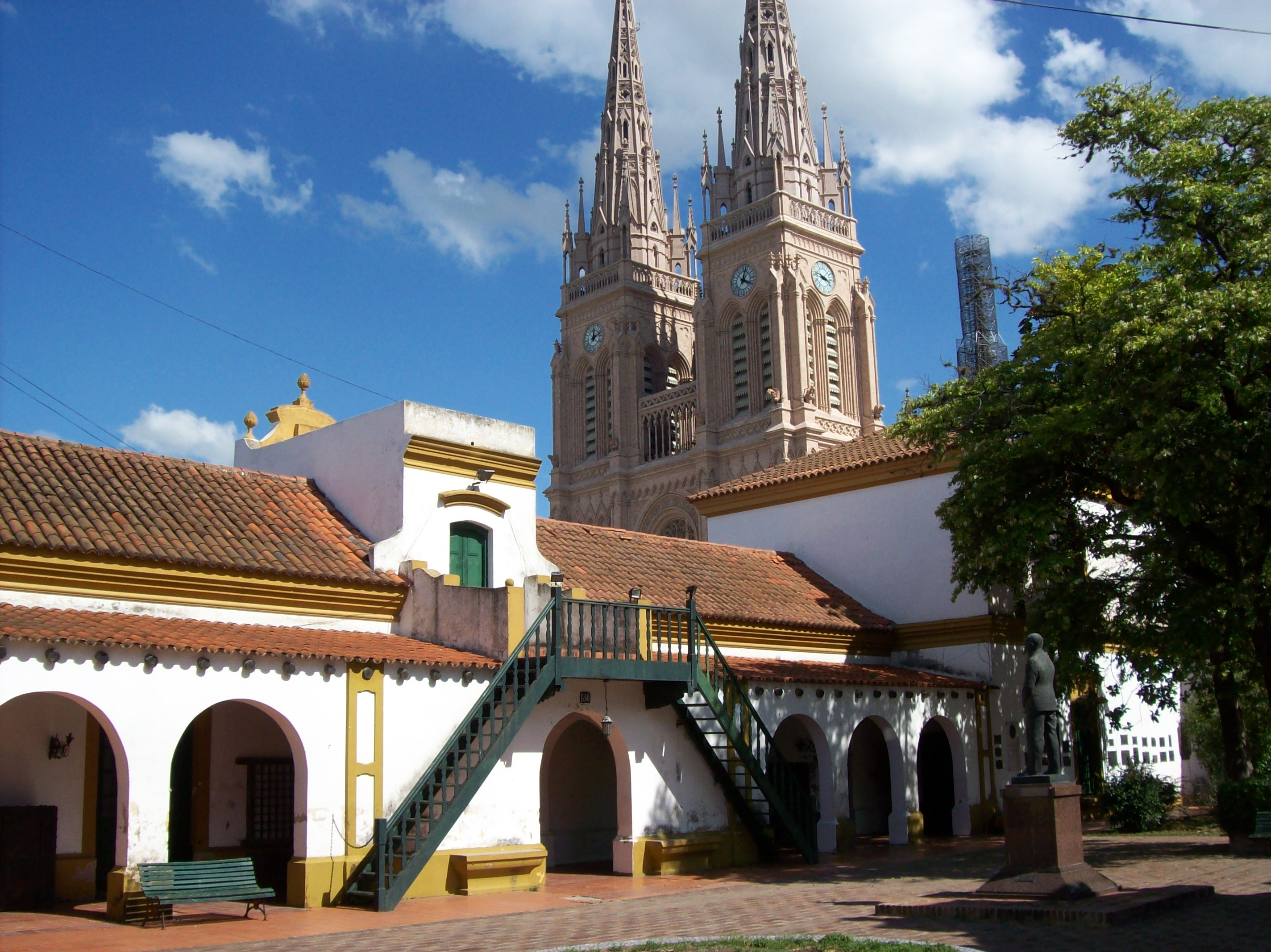
Історичний музей
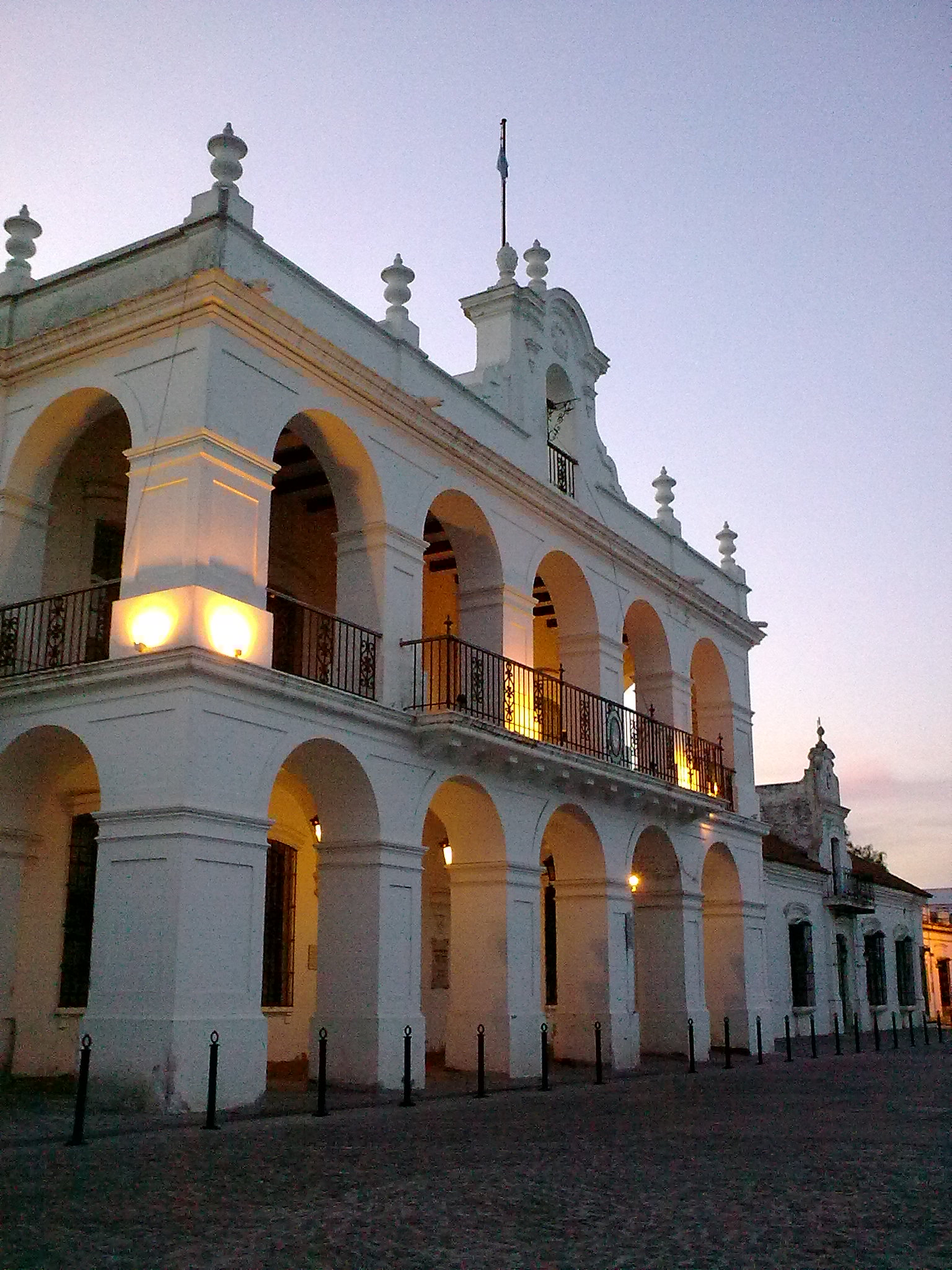
Ратуша
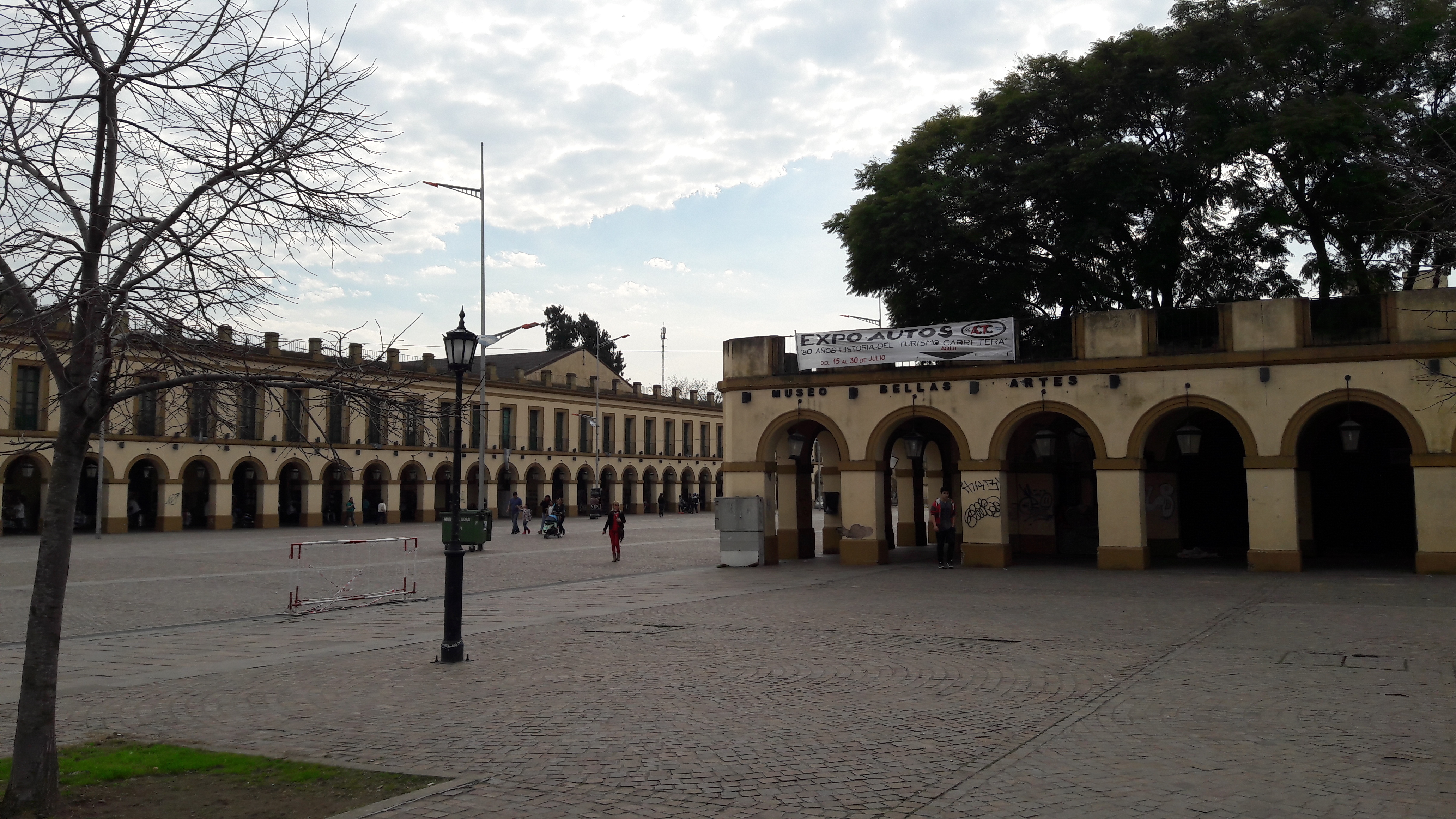
Художній музей
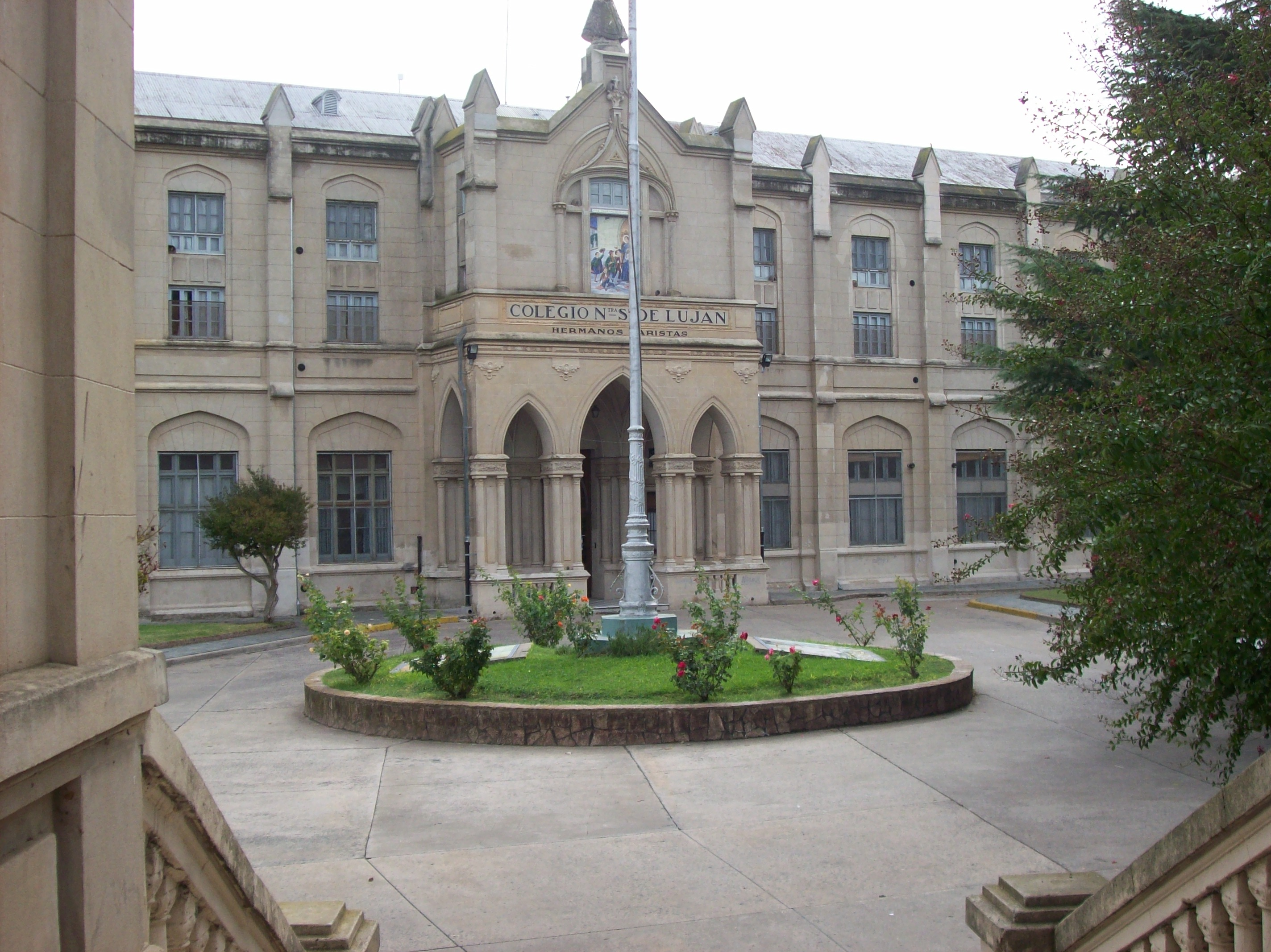
Коледж